# Francisco Armando Meza Castro
Francisco Armando Meza Castro (La Paz, Baja California Sur; 17 de febrero de 1944) es un militar mexicano, que ocupó el cargo de Subsecretario de la Defensa Nacional, es diputado por el Partido de la Revolución Democrática.
Egresado del Heroico Colegio Militar como oficial del arma de infantería, Mesa Castro es licenciado en Administración Militar en la Escuela Superior de Guerra y tiene una maestría en Administración Militar para la Seguridad y Defensa Nacional en el Colegio de Defensa Nacional. Desempeñó distintos mandos durante su carrera militar, siendo jefe de la guarnición militar de San Luis Río Colorado, Sonora, comandante de los batallones 39 y 39 de infantería, de las 6, 27, 37 y 43 zonas militares y de las X y VII regiones militares, y agregado militar en la embajada de México en el Reino Unido; siendo comandante de la VII Región Militar fue designado, el 1 de marzo de 2008, como subsecretario de la Secretaría de la Defensa Nacional, por el presidente Felipe Calderón, en sustitución del general Tomás Ángeles Dauahare.
Permaneció en la Subsecretaría de la Defensa Nacional hasta el 28 de marzo de 2009, en que pasó a retiro y fue sustituido en su cargo por el general Humberto Alfonso Guillermo Aguilar. Tras su retiro, fue postulado por el Partido de la Revolución Democrática como candidato externo a diputado federal por representación proporcional, resultando electo para la LXI Legislatura de 2009 a 2012.